# Cantone di Marseille-en-Beauvaisis
Il Cantone di Marseille-en-Beauvaisis era una divisione amministrativa dell'arrondissement di Beauvais.
È stato soppresso a seguito della riforma complessiva dei cantoni del 2014, che è entrata in vigore con le elezioni dipartimentali del 2015.
Comprendeva i comuni di:
- Achy
- Blicourt
- Bonnières
- Fontaine-Lavaganne
- Gaudechart
- Haute-Épine
- Hétomesnil
- Lihus
- Marseille-en-Beauvaisis
- Milly-sur-Thérain
- La Neuville-sur-Oudeuil
- La Neuville-Vault
- Oudeuil
- Pisseleu
- Prévillers
- Rothois
- Roy-Boissy
- Saint-Omer-en-Chaussée
- Villers-sur-Bonnières